# Marching Through Georgia

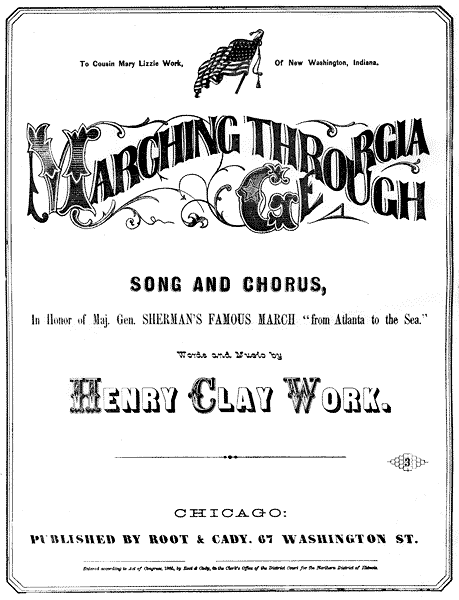
Couverture de la partition de musique de 1865 pour Marching Through Georgia.

Marching Through Georgia (Marchant à travers la Géorgie en français) est une marche écrite par Henry Clay Work en 1865, se référençant à la marche vers la mer du major-général américain William Tecumseh Sherman, marche entreprise l'année précédente.
Il était largement populaire parmi les vétérans de l'armée de l'Union après la guerre. Cependant, le général Sherman lui-même a dédaigné la chanson, en partie parce qu'elle a été jouée à presque chaque apparition publique à laquelle il a assisté.
En dehors du sud des États-Unis, il a eu une résonance universelle : les troupes japonaises l'ont chanté alors qu'elles entraient dans Port Arthur, les Anglais l'ont chanté en Inde britannique, et elle était populaire parmi les Alliés durant la seconde guerre mondiale, et c'est l'hymne du 3e Régiment Parachutiste d'Infanterie de Marine du colonel Bigeard.
Il demeure un air populaire pour les brass band et a prêté son air à un certain nombre d'autres chansons populaires, y compris « The Land », « Billy Boys » et « Come In, Come In ». Il est aussi chanté par un carpetbagger dans Autant en emporte le vent.
George M. Cohan cita une ligne des « Hurrah! Hurrah! » dans un de ses vers de « You're a Grand Old Flag », juxtaposé à une ligne de « Dixie ».
La chanson finlandaise de protestation « Laiva Toivo, Oulu » (en anglais : « The Ship Hope, Oulu ») est composée de la mélodie de « Marching Through Georgia », mais avec des textes en langue finlandaise critiquant les actions du capitaine de la frégate titulaire Toivo.

## Paroles
Strophe 1

Bring the good old bugle, boys, we'll sing another song

Sing it with a spirit that will start the world along

Sing it as we used to sing it, 50,000 strong

While we were marching through Georgia.
Refrain

Hurrah! Hurrah! we bring the jubilee !

Hurrah! Hurrah! the flag that makes you free!

So we sang the chorus from Atlanta to the sea

While we were marching through Georgia.
Strophe 2

How the darkies shouted when they heard the joyful sound

How the turkeys gobbled which our commissary found

How the sweet potatoes even started from the ground

While we were marching through Georgia.
Strophe 3

Yes and there were Union men who wept with joyful tears,

When they saw the honored flag they had not seen for years;

Hardly could they be restrained from breaking forth in cheers,

While we were marching through Georgia.
Strophe 4

"Sherman's dashing Yankee boys will never make the coast!"

So the saucy rebels said and 'twas a handsome boast

Had they not forgot, alas! to reckon with the Host

While we were marching through Georgia.
Strophe 5

So we made a thoroughfare for freedom and her train,
 
Sixty miles of latitude, three hundred to the main;

Treason fled before us, for resistance was in vain

While we were marching through Georgia.

## Adaptation irlandaise
Une version du refrain pour Come In est : 
Come in, come in, I'll do the best I can
Come in, come in, bring the whole bloody clan
Take it slow and easy, and I'll shake you by the hand
Set you down, I'll treat you decent, I'm an Irishman